# Gaujienas priedes
Gaujienas priedes este o arie protejată (arie specială de conservare — SAC, sit de importanță comunitară — SCI, arie de protecție specială avifaunistică — SPA) din Letonia întinsă pe o suprafață de 42,09 ha, integral pe uscat.

## Localizare
Centrul sitului Gaujienas priedes este situat la coordonatele 57°30′28″N 26°24′23″E / 57.5077°N 26.4065°E.

## Înființare
Situl Gaujienas priedes a fost declarat arie de protecție specială avifaunistică în decembrie 2002 pentru a proteja 5 specii de animale. Alte tipuri de protecție:
- sit de importanță comunitară (în mai 2004)
- arie specială de conservare (în mai 2004)[2][4][5]

## Biodiversitate
Situată în ecoregiunea boreală, aria protejată conține 1 habitat natural: Taiga vestică.
La baza desemnării sitului se află mai multe specii protejate de  păsări (5): ciocănitoare neagră (Dryocopus martius), muscar (Ficedula parva), ciocârlie de pădure (Lullula arborea), ciocănitoare verzuie (Picus canus), huhurezul mic (Strix uralensis)
Pe lângă speciile protejate, pe teritoriul sitului au mai fost identificate 3 specii de plante, 2 specii de nevertebrate.